# 广西新木姜子
广西新木姜子（学名：Neolitsea kwangsiensis）为樟科新木姜子属下的一个种。

## 扩展阅读
- 維基物種上的相關：广西新木姜子